# 2003 en athlétisme
Cette chronologie de l'athlétisme en 2003 présente les évènements importants survenus du 1er janvier 2003 au 31 décembre 2003 en athlétisme.

## Compétitions

### Mondiales
| Compétition                            | Lieu                  | Date              |
| -------------------------------------- | --------------------- | ----------------- |
| Championnats du monde                  | Saint-Denis           | 23 - 31 août      |
| Championnats du monde en salle         | Birmingham            | 14 - 16 mars      |
| Championnats du monde jeunesse         | Sherbrooke            | 9 - 13 juillet    |
| Championnats du monde de cross-country | Hippodrome d'Avenches | 29 et 30 mars     |
| Championnats du monde de semi-marathon | Vilamoura             | 4 octobre         |
| Universiade                            | Daegu                 | 25 - 30 août      |
| Jeux mondiaux militaires               | Catane                | 6 - 8 décembre    |
| Finale mondiale de l'athlétisme        | Monaco                | 12 - 13 septembre |

### Continentales

#### Afrique
| Compétition                    | Lieu   | Date                |
| ------------------------------ | ------ | ------------------- |
| Jeux africains                 | Abuja  | 5 - 17 octobre      |
| Championnats d'Afrique juniors | Garoua | 31 juillet - 3 août |

#### Amérique du Sud, centrale et Caraïbes
| Compétition                                      | Lieu           | Date                |
| ------------------------------------------------ | -------------- | ------------------- |
| Championnats d'Amérique du Sud                   | Barquisimeto   | 19 - 21 juin        |
| Championnats d'Amérique centrale et des Caraïbes | Grenade        | 3 - 7 juillet       |
| Jeux panaméricains                               | Saint-Domingue | 31 juillet - 2 août |

#### Asie
| Compétition            | Lieu    | Date             |
| ---------------------- | ------- | ---------------- |
| Championnats d'Asie    | Manille | 10 - 14 novembre |
| Jeux d'Asie du Sud-Est | Hanoi   | 7 - 12 décembre  |

#### Europe
| Compétition                            | Lieu        | Date            |
| -------------------------------------- | ----------- | --------------- |
| Championnats d'Europe junior           | Tampere     | 23 - 26 juillet |
| Championnats d'Europe espoirs          | Bydgoszcz   | 17 - 20 juillet |
| Championnats d'Europe de cross-country | Édimbourg   | 13 décembre     |
| Coupe d'Europe hivernale des lancers   | Gioia Tauro | 14 - 15 mars    |
| Coupe d'Europe de marche               | Tcheboksary | 24 mai          |
| Coupe d'Europe des épreuves combinées  | Bressanone  | 27 - 28 juin    |

### Meetings
- Golden League 2003

## Records

### Records du monde
| Épreuve  | Athlète     | Nation | Performance    | Lieu   | Date              | Réf.  |
| -------- | ----------- | ------ | -------------- | ------ | ----------------- | ----- |
| Marathon | Paul Tergat | Kenya  | 2 h 4 min 55 s | Berlin | 28 septembre 2003 | [ 1 ] |

### Autres records battus en 2003
Le Britannique Fauja Singh établit le record du monde de marathon pour un homme de plus de 90 ans. Âgé de 92 ans, il complète le marathon de Toronto en 5 h 40 min 01 s.

## Retraites sportives et décès

### Décès
- 26 janvier 2003 : Valeriy Brumel, sauteur en hauteur russe, champion olympique aux Jeux olympiques d'été de 1964.
- 28 février 2003 : Chris Brasher, athlète britannique, champion olympique du 3 000 mètres steeple aux Jeux olympiques d'été de 1956.
- 10 mars 2003 : Naftali Temu, athlète kényan, champion olympique du 10 000 mètres aux Jeux olympiques d'été de 1968.
- 22 avril 2003 : Michael Larrabee, athlète américain, double médaillé d'or aux Jeux olympiques d'été de 1964 sur 400 mètres et 4 x 400 mètres.
- 25 avril 2003 : Samson Kitur, athlète kényan, médaille de bronze sur 400 mètres aux Jeux olympiques d'été de 1992.
- 28 avril 2003 : Juha Tiainen, lanceur de marteau finlandais, champion olympique aux Jeux olympiques d'été de 1984.
- 28 juin 2003 : Willem Slijkhuis, athlète néerlandais, spécialiste du demi-fond.
- 9 août 2003 : Hans Frischknecht, coureur de fond suisse[3].